# یاک مائه
یاک مائه (به انگلیسی: Jaak Mae) (زاده ۲۵ فوریه ۱۹۷۲ - تاپا) اسکی‌باز اسکی صحرانوردی اهل استونی است.
از افتخارات وی میتوان به کسب مدال برنز ۱۵ کیلومتر کلاسیک اسکی صحرانوردی بازی‌های المپیک زمستانی ۲۰۰۲ اشاره کرد.